# Eupelops eximius
Eupelops eximius är en kvalsterart som beskrevs av Sitnikova 1967. Eupelops eximius ingår i släktet Eupelops och familjen Phenopelopidae.

## Underarter
Arten delas in i följande underarter:
- E. e. eximius
- E. e. dicornus